# Ернан Кортес
Ерна̀н Кортѐс де Монрой и Писаро (на испански: Hernán Cortés de Monroy y Pizarro) е испански конкистадор, оглавявал експедиция в началото на 16 век, унищожила държавата на ацтеките и поставила голяма част от Мексико във властта на Испания. Кортес е сред видните представители на поколението испански завоеватели, осъществили първия етап от испанската колонизация на Америка.

## Произход и младежки години (1485 – 1504)
Роден е през 1485 година в селището Меделин в Естремадура, част от Кралство Кастилия. Баща му Мартин Кортес де Монрой е капитан от пехотата със знатен произход, но с ограничени доходи. Майка му е Каталина Писаро Алтамирано, втора братовчедка на Франсиско Писаро, който по-късно ръководи завладяването на държавата на инките в Перу. По бащина линия Кортес е роднина на Николас де Овандо, трети губернатор на Испаньола в Новия свят.
Според неговия биограф, капелан и приятел Франсиско Лопес де Гомара, Ернан Кортес е бледо и болнаво дете. Четиринадесетгодишен той е изпратен да учи в известния Университет в Саламанка, най-важното академично средище на Испания. Сведенията за обучението му там са противоречиви, но по неговите по-късни действия и текстове може да се предположи, че е изучавал право и може би латински.
Две години по-късно Кортес, изморен от учението, се завръща в Меделин за голямо неудоволствие на своите родители, които са се надявали той да завърши и да започне доходна кариера на юрист. Въпреки това двете години, прекарани в Саламанка, заедно с продължителното му обучение за нотариус, първо в Севиля, а по-късно и в Испаньола, дават на Кортес добро познаване на кастилското законодателство.
Според описанието на Гомара, през този период от живота си Ернан Кортес е неспокоен, високомерен и пакостлив младеж. Тези сведения изглеждат правдоподобни за шестнадесетгодишно момче, завърнало се у дома и останало разочаровано от живота в малкото провинциално градче. По това време в Испания започват да се разпространяват новините за вълнуващите открития на Христофор Колумб в Новия свят.
Семейството на Ернан Кортес решава да го изпрати в Новия свят с далечния родственик Николас де Овандо, назначен за губернатор на остров Испаньола, но планът не се осъществява, тъй като Кортес се наранява. През следващата година той пътува из Испания, като вероятно прекарва повечето време в южните пристанища Кадис, Палос и Севиля, където се запознава с разказите на завръщащите се от Индиите. През 1504 година Кортес заминава за Испаньола.

## Пристигане в Новия свят (1504 – 1519)
Пътуването си до Испаньола Ернан Кортес осъществява на кораб, командван от Алонсо Кинтеро, който прави опит да измами своите висшестоящи, като пристигне в Новия свят преди тях, извличайки от това преимущества за себе си. Неподчинението на Кинтеро може би е послужило като модел за Кортес в по-нататъшната му кариера, но и цялата история на конкистадорите е изпълнена със случаи на съперничество, надлъгване за постове, бунтове и измени.
При пристигането си в Санто Доминго, столицата на Испаньола, през 1504 година 18-годишният Кортес се регистрира като гражданин, което му дава право на парцел за строеж и поземлен участък. Малко по-късно Николас де Овандо, все още губернатор на колонията, му дава репартименто – група индианци, задължени да обработват земята му – и го назначава за нотариус на градчето Асуа де Компостела. През следващите пет години Овандо продължава да съдейства на Кортес да се утвърди в колонията. През 1506 година Кортес взима ръководно участие в завоюването на части от Испаньола и Куба и получава обширни земи и индиански роби.
На двадесет и четири години той взема участие, под командването на Диего Веласкес де Куеляр, в завладяването на Куба. Отличава се в няколко битки, но после се присъединява към привържениците на новия губернатор и е хвърлен в затвора. Успява да избяга, залавят го, след което избягва отново – накрая се помирява с губернатора. Започва работа в един чифлик, пръв въвежда в Куба отглеждането на докаран от Европа едър рогат добитък, експлоатира златни залежи и натрупва приличната сума от 2000 до 3000 кастеланос. Епископът де Лас Касас, един от малкото приятели на индианците в Новия свят, отбелязва по този повод „Бог, който единствено знае колко индианци трябваше да заплатят с живота си за тази сума, ще му поиска сметка за нея!“
След като вече може да финансира набавянето на всякакво въоръжение, Кортес получава поста главнокомандващ на военния флот. Когато обаче той със своя флот, в който е вложил своето и на приятелите си състояние, се намира вече на Тринидад, Диего Веласкес внезапно се обръща срещу него и опитва да го арестува. Изпълнението на заповедта е щяло да предизвика бунт сред цялата войска и Кортес безнаказано потегля с девет кораба – най-големия има водоизместимост 100 тона – на път за своето най-забележително приключение.
Под своето знаме от кадифе, обшито със злато с извезан червен кръст и латинския девиз „Приятели да вървим след кръста и под този знак ако сме вярващи, ще победим!“, Кортес произнася пред войската си реч, чийто текст е запазен и завършва така: „Вие сте малко на брой, но силни с вашата решимост и ако тя не се разколебае, не се съмнявайте, че Всемогъщият, който никога не е изоставял испанец в борбата му с езичниците, ще закриля и вас, дори да ви обкръжат пълчища врагове, защото вашето дело е справедливо дело и вие ще се сражавате под знамето на кръста. Прочее напред с бодър дух и вяра, доведете до славен край делото, което започва така обещаващо!“ („Богове, гробници и учени“ К. В. Керам)

## Завладяване на Мексико (1519 – 1521)

### Морски поход към Мексико (1519)
На 10 февруари 1519 г., девет кораба с 508 войници, 100 моряци, 10 оръдия и 16 коня потеглят от Хавана, водени от Антон Аламинос. Флотилията достига до остров Косумел, където Кортес встъпва в новата си роля – апостол на християнството. Заповядва да се съборят и разбият идолите от олтарите на маите и да се построи християнски храм. Първата схватка с индианците става на южния бряг на залива Кампече. След като сломява тяхната съпротива, Кортес изпраща три отряда във вътрешността на страната. Там испанците срещат големи военни сили и отстъпват с доста загуби, но Кортес повежда срещу тях цялата налична войска и след като в тила на индианците е изпратен малък кавалерийски отряд, испанците излизат победители в това първо голямо сражение. След няколко дни местните вождове изпращат на испанците хранителни припаси и 20 млади момичета. Кортес заповядва те да бъдат кръстени, а след това ги разпределя сред офицерите си. Една от тях, прекръстена в доня Марина, е дадена на Кортес, става преводачка и оказва огромна полза на испанците в борбата им срещу ацтеките.
Постепенно корабите напредват на югозапад, а след това на запад и северозапад покрай бреговете на страната Табаско и на 21 април 1519 достигат до островчето Сан Хуан де Улуа, където испанците построяват първото укрепено селище в Мексико, сега град Веракрус. Във Веракрус те са посрещнати от посланици на Монтесума ІІ, носещи богати дарове – златни изделия, памучни платове, изделия от птичи пера и други. Огнестрелното оръжие на испанците и конете им, които не били виждани дотогава в Америка, всяват ужас у коренното население – ацтеките, защото индианците вярват, че един ден техният върховен бог Кетцалкоатъл, ще дойде на земята като бял човек с брада и огнена пръчка. Испанците имат огромно преимущество пред мексиканците – огнестрелно оръжие, железни доспехи, бойни коне, но хората са толкова малко, че походът против многолюдната страна изглежда безнадежден. Кортес привлича на своя страна с обещания, подкупи и заплахи угнетените от ацтеките останали индиански племена. Вождовете на областта Тласкала дават в помощ на испанците десетки хиляди воини и носачи. Въпреки всичко испанските войници се страхуват да навлязат във вътрешността на страната, между тях започват раздори и се издигат гласове за връщане в Куба. Тогава Кортес заповядва да се запалят корабите, като по този начин заставя и най-нерешителните войници да се включат в неговото безумие. Всички оръдия са свалени от корабите и всички матроси също са привлечени във войската.

### Първи поход към Теночтитлан, Мексико (1519 – 1520)
На 16 август 1519 г., Кортес потегля от крайбрежието, недалеч от мястото, където е основан Веракрус, към вътрешността. Тогава той мисли, че ще воюва с отделни племена, но сега разбира, че ще трябва да воюва с цяло царство. Предполага, че ще трябва да мери сили с варвари и диваци, а сега си дава сметка, че има работа с високо цивилизован народ. Очаква да срещне на пътя си села и колиби, а в равнината пред него изникват огромни градове с храмове и дворци.
Монтесума II, върховният вожд на ацтеките, се опитва да подкупи испанците, за да се откажат от похода си към неговата столица. Но колкото повече дарява конкистадорите със злато и скъпоценности, толкова повече те се стремят да завоюват Теночтитлан. Монтесума действа нерешително – заповядва на подвластните му вождове с оръжие в ръка да се съпротивляват на испанците, а при неудача не им оказва помощ, даже се отрича от тях. Най-накрая той се съгласява да пусне конкистадорите в Теночтитлан.
„На 8 ноември 1519 г. европейци за пръв път стъпват в столицата на западния свят – Мексико“ (У. Н. Прескът). Войниците на Кортес, следвани от около 6000 индианци от племето тласкала, техни съюзници и заклети врагове на атцеките, извървяват насипа, който свързва сушата с островния град. Те минават по голям подвижен мост. Когато стигат до широката главна улица на града, насреща им се задава блестящо шествие от хора в богато украсени дрехи. На подобаващо разстояние от испанците шествието спира и от носилката слиза висок, строен мъж на около четиридесет години, Монтесума II, императорът на ацтеките, който посреща радостно конкистадорите. Испанците се настаняват в огромни, невиждани дотогава в западния свят здания. Обикаляйки помещенията, те намират заключена врата, която по заповед на Кортес разбиват и зад нея намират тайно помещение затрупано със скъпоценни камъни и злато. Много скоро малобройният испански отряд установява, че е затворен и обкръжен от врагове в огромния град и Кортес решава да заловят Монтесума и да го използват като заложник. Известието от Веракрус за индианско нападение над гарнизона на града дава на испанците повод за активни действия. Кортес с петима офицери се явява в двореца на Монтесума и го убеждава да се премести в сградата, където са настанени испанците. След това Кортес иска от върховния вожд да залови индианските военачалници участвали в сражението при Веракрус и да ги изгори на клада. Междувременно испанците пленяват Монтесума и го оковават. От името на Монтесума Кортес започва самоволно да се разпорежда в цялата страна. Той заставя ацтекските вождове да дадат клетва пред испанското знаме, а след това иска от тях и от техните васали да плащат данък в злато. Купчината злато и скъпоценни камъни на Монтесума е толкова голяма, че за неговото преброяване и описване отиват три дни. Всичкото злато е претопено на кюлчета и натрупано на три еднакви купчини – една за краля, втората за Кортес и третата за войниците.
Тревогата на завоевателите започва да се усилва, когато до тях достига вестта за пристигането във Веракрус на ескадрата на Панфило Нарваес (18 кораба и 1500 войници), изпратена от Диего Веласкес де Куеляр, с цел да залови „жив или мъртъв“ Кортес и неговите войници. Пред лицето на общата опасност раздорите, възникнали по време на дележа на богатствата, стихват. Кортес оставя в столицата най-ненадеждните хора, като им поръчва охраната на Монтесума и тръгва към Веракрус. Той разполага само с 260 войници и 200 индианци, но все пак решава да нападне на тройно по-силния испански отряд на Нарваес. Напред, за преговори, той изпраща няколко офицери, окичени със златни накити, за да покаже как живеят неговите хора. По този начин Кортес внася разкол във войската на противника, а след това неочаквано ги атакува. Хората на Нарваес се сражават неохотно и на тълпи се присъединяват на страната на Кортес. Нарваес е пленен и окован, а неговите офицери са подкупени от Кортес и войниците се предават. На някои от корабите на Нарваес са свалени всички платна, за да не може никой да съобщи на Веласкес за разгрома на неговата експедиция. Останалите кораби под командването на надеждни капитани са отправени на север за изследване на мексиканското крайбрежие. След няколко дни Кортес заповядва да се върне на предишните врагове всичкото им оръжие, коне и ценни вещи, отнети от тях, и ги предразполага към себе си с подаръци и обещания.

### Въстание в Теночтитлан и разгром на испанците (1520)
По това време почти цяло Мексико е обхванато от въстание. Испанските укрепления са разрушени и подпалени, а столичният гарнизон е обкръжен. Отрядът на Кортес се състои след попълненията от 1300 войници, 100 конници и 150 стрелци. Тласкалите, смъртните врагове на ацтеките, му дават още 2000 отбрани воини. С тази войска Кортес безпрепятствено достига до столицата. Скоро обаче въстанието се разгаря с нова сила. Мексиканците ежедневно атакуват обкръжените в двореца испанци, сред които започва глад, униние и раздори. Кортес поисква от Монтесума да излезе на покрива на двореца и да заповяда на своите „поданици“ да спрат щурма, тъй като испанците са съгласни да напуснат града. Мексиканците обаче отвръщат с градушка от камъни и стрели, като върховният вожд е смъртно ранен и умира в ръцете на испанците.
С всеки изминал ден силите на въстаниците се увеличават, а тези на испанците намаляват. Запасите от барут, хранителни припаси и вода силно намаляват. Примирието, предложено от испанците, е отхвърлено с презрение. През юли 1520 испанците решават тайно да напуснат столицата през нощта. Кортес заделя от кралската третина големи количества злато и го раздава на войниците, като им разрешава всеки да взима колкото иска. Багажът е натоварен на ранените коне и на индианците носачи. В най-тъмната част на нощта конкистадорите тръгват да излизат от столицата, но скоро са усетени от индианците и започва ожесточено сражение на подвижния мост, който свързва острова, на който е построен двореца, с брега на езерото. Най-накрая испанците се добират до брега и отстъпват в Тласкала, като отразяват натиска на враговете. За пет дни отстъпление загиват или са взети в плен 900 испанци и 1300 тласкали. Освен това са изоставени всички оръдия, почти цялото огнестрелно оръжие и 80 коня.
Тласкалите помагат на завоевателите да се оправят от разгрома и отделят отново няколко хиляди воини в помощ на испанците. Опирайки се на тях, Кортес извършва наказателни експедиции против индианците, нападали ги по време на отстъплението. По същото време Кортес завладява край бреговете на Мексико единични испански кораби с войници, оръжие, припаси и коне, които Веласкес продължава да праща в помощ на Нарваес, тъй като в Куба все още не знаят за неговата трагична съдба.

### Втори поход и окончателно падане на Теночтитлан (1521)
След като попълва отряда си с хора и снаряжение, през 1521 г. Кортес започва ново, планомерно настъпление с 10-хилядна армия към Теночтитлан. Той заповядва да се построят големи плоскодънни лодки, за да завладее езерото, да обкръжи и вземе столицата с щурм. Забранява със страх от смъртно наказание на околните племена да изпращат данъци и хранителни припаси в столицата. Разрешава на тласкалите да ограбват ацтекските селища и им предоставя част от заграбеното имущество, за да може славата му за неговата „справедливост“ да се разнесе по цялата страна. С други думи този безчестен, но талантлив човек, в минути на голяма опасност се оказва „точният човек на точното място“.
Отбраната на Теночтитлан се ръководи от младия Куаутемок, избран за върховен вожд на ацтеките след гибелта на Монтесума, който проявява личен героизъм и завидни военни способности. Сега положението е коренно променено: силите на испанците и техните съюзници непрекъснато нарастват, а силите на ацтеките намаляват. След като лодките са построени и доставени в езерото, столицата е обкръжена отвсякъде. Градът отчаяно се защитава повече от три месеца. Испанците разрушават градския водопровод, така че обсадените страдат не само от глад, но и от жажда. През август 1521 испанците нахлуват в града и разрушават кладенците, от които жителите черпят вода след унищожаването на водопровода. Още няколко дни ацтеките отчаяно бранят отделни квартали на града, но скоро и тези огнища на съпротива са сломени и градът пада под контрола на завоевателите. Загива почти цялото мъжко население не само на Мексико, но и в околностите. Кортес извежда войските от препълнения с мъртъвци град и разрешава на оцелелите да си отидат, но въпреки това в града остават много ранени, осакатени и слаби жители, които не могат да се движат и впоследствие умират.
Мексико е покорено. Победителите заграбват всички съкровища, събрани от ацтеките в градовете, и заставя коренното население да работи в новоорганизираните испански имения. Част от населението е поробено, но и останалото свободно индианско население фактически стават роби на испанците. Стотици хиляди умират от изтощение, глад и заразни болести, пренесени от конкистадорите. Последният ацтекски вожд Куаутемок е подложен на изтезания и през 1525 е убит.

## Управление на Мексико (1522 – 1540)

### Завладяване на Мексико (1522 – 1524)
След падането на Мексико, Кортес разпраща въоръжени отряди на всички страни, за да разширят границите на Нова Испания. Неговите верни сподвижници Гонсало Сандовал, Кристобал де Олид, Хуан Алварес-Чико и Педро де Алварадо, откриват, опознават и завладяват южните и югоизточните части на Мексико. Сам той се отправя на североизток и окончателно завоюва басейна на река Пануко, като построява крепости и оставя в тях силни гарнизони.

### Хондураски поход на Кортес (1524 – 1526)
През 1523 Кортес прави нов опит да намери морски проток от Карибско море до Тихия океан, като за тази цел изследва част от неизвестния дотогава хондураски бряг на Карибско море. Там той научава от моряците, че Хондурас също е богат на злато и сребро и че даже обикновените рибари употребяват за риболовните си кукички чисто злато. Той изпраща своя любимец Кристобал Олид с пет кораба в Хондураския залив и започва да чака известия от него. Минава повече от половин година и в Мексико започват да постъпват доноси, че Олид се е отцепил от него и е овладял Хондурас за свои лични интереси. Кортес отправя нова флотилия със заповед да се залови Олид. Минават още няколко месеца, но и от тази флотилия няма никакви вести: в Хондураския залив всички кораби потъват по време на буря, част от екипажа се спасява, а оцелелите се предават на Олид, в т.ч. и командирът на флотилията Франсиско Лас Касас. В затвора Лас Касас организира заговор, Олид е пленен и обезглавен, а неговите хора се „разкайват“ и признават властта на Кортес. Всичко, което се случва, не е известно на Кортес и той решава лично да се отправи към Хондурас по суша.
С отряд от 250 ветерани и няколко хиляди мексиканци Кортес напуска Мексико през октомври 1524. Преминава по брега на Мексиканския залив и навлиза във вътрешните заблатени южни части на п-ов Юкатан. Повече от половин година отрядът пътува в джунглата. Припасите свършват, всички се хранят с корени и лов. Правят просеки, строят салове и мостове. Индианците и испанците, привикнали към сухия климат на Мексиканското плато, страдат от тропическите порои и влажния климат. Десетки испанци и стотици индианци умират, преминавайки през страната Петен (сега част от Гватемала). В началото на май 1525 г. силно оределият отряд достига до брега на Хондураския залив, преминавайки за половин година около 500 км по права линия, в действителност много повече. Още няколко седмици са необходими на испанците, за да се доберат до град Трухильо, основан от Франсиско Лас Касас на брега на залива. Кортес пристига там полужив, болен от малария. В Мексико се разпространява слух за неговата и на отряда му гибел. Неговото имущество е разпродадено на търг, на вдовиците им е разрешено да се омъжат повторно, а властта в Мексико е узурпирана от кралския ревизор, дотогава довереник на Кортес. Узнавайки за всичко това, Кортес изпраща в Мексико верен човек, който тайно прониква в столицата и се свързва с верни на Кортес хора. На сутринта ревизорът е арестуван, затворен в клетка, а неговите поддръжници са избити.

### Пътуване до Испания и връщане в Мексико (1526 – 1527)
Поради заболяването си Кортес успява да се върне в Мексико чак през юни 1526 г. По време на неговия хондураски поход стотици доноси се изпращат в Испания и кралят, основавайки се на тях, назначава нов наместник на Нова Испания. Новият наместник, боейки се, че Кортес отново ще завземе властта в Мексико, го арестува и го изпраща в Испания. Кралят го посреща възторжено, прощава му всички прегрешения, награждава го с богати имения, дава му титлата маркиз и го назначава за „генерал-капитан на Нова Испания и Южното море“. През 1527 Кортес триумфално се завръща в Мексико.

### Откриване и завладяване на западното крайбрежие (1527 – 1540)
След завръщането си в Мексико, Кортес започва да организира експедиция след експедиция с цел откриване и опознаване на тихоокеанското крайбрежие на Мексико. През 1527 е организирана експедицията на Алваро де Сааведра със задачата да се намери пряк път на запад до Китай. През 1532 организира втора експедиция с два кораба, начело с братовчед си Диего Уртадо Мендоса, за търсене на проток между Тихия и Атлантическия океан, която изчезва безследно. На следващата година е изпратена нова експедиция начело с Ернандо Грихалва, която да намери предишната пропаднала експедиция, но и това плаване завършва трагично.
Неудачите, които спохождат втората и третата му експедиции, го принуждават да организира нова, четвърта експедиция, която той лично възглавява. През април 1535 начело на три кораба (над 300 души) се отправя на северозапад. На 3 май корабите достигат до южното крайбрежие на п-ов Калифорния и в залива Ла Пас организират колония. Изпраща обратно корабите в Мексико за нови колонисти и припаси, а сам той открива и картира източния бряг на полуострова до 25° с.ш. Голяма част от новите колонисти боледуват от жегата и лишенията и смъртността им застрашително нараства. Болен е и Кортес, но отказва да се върне в Мексико, опасявайки се „от насмешките и издевателствата поради безрезултатността на експедицията“. Най-накрая Кортес е принуден да изостави новата колония и се завръща в Мексико, но не се примирява. През май 1537 организира още една експедиция на три кораба под командването на Андрес Тапия, която успява да проследи материковия бряг на Калифорнийския залив до 29° с.ш.
През 1539 Кортес организира своята последна (шеста) експедиция на три кораба с ръководител Франсиско де Ульоа, която открива цялото крайбрежие на п-ов Калифорния.

## Последни години (1541 – 1547)

### Немилост
През 1541 в поредния съдебен процес, свързан с превишаване на пълномощията му, го принуждават да се върне в Испания. Положението му се изменя драстично и Кортес изпада в немилост, като едва му се удава възможността да получи кралска аудиенция. Легендата гласи, че затиснат в тълпата придворни, Кортес успява да се добере до краля и пада в краката му. На възмутения въпрос на краля: „Кой сте вие?“, Кортес отговаря „Аз съм човекът, който подари на Ваше Величество повече страни, отколкото вашите прадеди са Ви оставили градове!“.
Веднага след аудиенцията Кортес по заповед на краля се присъединява към похода на генуезкия адмирал Андрея Дория за покоряването на Алжир. Кортес се опитва да плени алжирския паша Хайредин Барбароса, но силна буря едва не погубва испанския отряд, възглавяван от него. Походът се оказва крайно неудачен във военно отношение и оставя на Кортес много дългове, тъй като той снабдява експедицията със собствени средства. През 1544 подава молба до кралската хазна, да му се върнат отпуснатите от него средства, но съдебните прения се затягат до 1547 и не дават резултат. Кортес се опитва да се върне в Мексико, но се заразява от дизентерия и умира близо до Севиля на 2 декември 1547 година на 62-годишна възраст.
В своето завещание Кортес моли да бъде погребан в Мексико и изявява желание на неговите деца метиси от доня Марина, включително и първата му дъщеря Мартина Кортеса, да им бъде даден законен статус. Последното му желание е изпълнено.

### Погребение
До 1550 костите на Кортес почиват в Севиля, в манастира „Сан Исидоро“, в гробницата на херцозите Мединя-Сидония. През 1550 тленните му останки са извадени от гробницата, но остават в манастира. През 1566 г. прахът му е пренесен в Мексико, както е написано в завещанието, и погребан в Тескоко, където заедно с тленните останки на дъщеря му са в покой до 1629. От 1629 до 1716 Кортес почива в манастира „Сан Франсиско“ на главния площад на Мексико Сити. Поради ремонтни работи през 1716 останките му отново са преместени в бившия дворец на Монтесума и остават там до 1823. Същата година се разгръща кампания за унищожаване на неговите останки и на 15 септември 1823 надгробният паметник е демонтиран, но тленните му останки са оставени на място. През 1836 са пренесени в специално построена крипта на същото това място. През 1947 останките са изровени и изследвани в Националния институт по антропология, което потвърждава тяхната автентичност. За последен път Кортес е препогребан през 1981, след угрозата от страна на индианска националистическа групировка да ги унищожи. По заповед на тогавашния президент Лопес Портильо, мястото на новия гроб на Кортес е строго засекретено.